# Atletisme als Jocs Olímpics d'Estiu de 1932 - 4x100 metres relleus masculins
Els 4x100 metres relleus masculins va ser una de les proves del programa d'atletisme disputades durant els Jocs Olímpics d'Estiu de Los Angeles de 1932. La prova es va disputar el 6 i 7 d'agost de 1932 i hi van prendre part 32 atletes de 8 nacions diferents. Es permetia un màxim de tres atletes per país.

## Medallistes
| Or                                                                      | Plata                                                                        | Bronze                                                                           |
| Estats UnitsRobert Kiesel · Hector Dyer · Emmett Toppino · Frank Wykoff | AlemanyaFriedrich Hendrix · Erich Borchmeyer · Arthur Jonath · Helmut Körnig | ItàliaGiuseppe Castelli · Gabriele Salviati · Ruggero Maregatti · Edgardo Toetti |

## Horari
| Data                       | Hora  | Ronda  |
| -------------------------- | ----- | ------ |
| dissabte 6 d'agost de 1932 | 14:30 | Sèries |
| diumenge 7 d'agost de 1932 | 15:30 | Final  |

## Resultats

### Sèries
Els tres millors equips passaven a la final.
Sèrie 1
| Pos. | Atletes                                                                  | País       | Temps | Notes |
| ---- | ------------------------------------------------------------------------ | ---------- | ----- | ----- |
| 1    | Helmut Körnig Fritz Hendrix Erich Borchmeyer Arthur Jonath               | Alemanya   | 41.22 | Q     |
| 2    | Takayoshi Yoshioka Chuhei Nanbu Izu Anno Itaro Nakajima                  | Japó       | 41.8  | Q     |
| 3    | Don Finlay Stanley Fuller Stanley Engelhart Ernie Page                   | Regne Unit | 42.0  | Q     |
| 4    | Angelos Lambrou Khristos Mantikas Evangelos Moiropoulos Renos Frangoudis | Grècia     | 42.9  | NR    |
| 5    | Bunoo Sutton Ronald Vernieux Mehar Chand Dhawan Dickie Carr              | Índia      | 43.7  |       |

Sèrie 2
| Pos. | Atletes                                                              | País         | Temps | Notes |
| ---- | -------------------------------------------------------------------- | ------------ | ----- | ----- |
| 1    | Robert Kiesel Emmett Toppino Hector Dyer Frank Wykoff                | Estats Units | 40.61 | WR, Q |
| 2    | Giuseppe Castelli Ruggero Maregatti Gabriele Salviati Edgardo Toetti | Itàlia       | 42.8  | Q     |
| 3    | Percy Williams Jim Brown Harold Wright Bert Pearson                  | Canadà       | 45.0  | Q     |

### Final
| Pos. | Atletes                                                              | País         | Temps | Notes |
| ---- | -------------------------------------------------------------------- | ------------ | ----- | ----- |
| 1    | Robert Kiesel Emmett Toppino Hector Dyer Frank Wykoff                | Estats Units | 40.10 | WR    |
| 2    | Helmut Körnig Fritz Hendrix Erich Borchmeyer Arthur Jonath           | Alemanya     | 40.9  |       |
| 3    | Giuseppe Castelli Ruggero Maregatti Gabriele Salviati Edgardo Toetti | Itàlia       | 41.2  |       |
| 4    | Percy Williams Jim Brown Harold Wright Bert Pearson                  | Canadà       | 41.3  | NR    |
| 5    | Takayoshi Yoshioka Chuhei Nanbu Izuo Anno Itaro Nakajima             | Japó         | 41.3  | NR    |
| 6    | Don Finlay Stanley Fuller Stanley Engelhart Ernie Page               | Regne Unit   | 41.4  |       |

Clau: WR = rècord del món; NR = rècord nacional; DNF = no acaba